# Гульоковське сільське поселення
Гульо́ковське сільське поселення — колишнє муніципальне утворення в складі Глазовського району Удмуртії, Росія. Адміністративний центр — присілок Гульоково.
Законом Удмуртської Республіки від 29.04.2021 № 38-РЗ ліквідовано через перетворення муніципального району на муніципальний округ.
Площа поселення становить 151,62 км², з яких на сільськогосподарські угіддя припадає 87,5 км², ліси 20,6 км².
Населення — 1237 осіб (2015; 1231 в 2012, 1190 в 2010).
В поселенні діють школа, школа-садочок, 3 клуби, амбулаторія, 3 ФАПи. Працюють 6 магазинів, серед підприємств — СПК «Луч» та «Комунар».
Голови:
- 2006–2011 — Волкова Іраїда Геннадіївна
- з 2011 — Касаткін Євгеній Геннадійович

## Склад
В склад поселення входять такі населені пункти:
| Населений пункт            | Населення, осіб (2010) | Населення, осіб (2012) |
| -------------------------- | ---------------------- | ---------------------- |
| Алексієвський, виселок     | 19                     | 24                     |
| Бабіно, присілок           | 56                     | 60                     |
| Горлиця, хутір             | 4                      | 4                      |
| Гульоково, присілок        | 386                    | 393                    |
| Іваново, присілок          | 19                     | 19                     |
| Коротай, присілок          | 12                     | 13                     |
| Макшур, присілок           | 37                     | 43                     |
| Педоново, присілок         | 87                     | 88                     |
| Поздеєво, присілок         | 6                      | 6                      |
| Тукбулатово, присілок      | 120                    | 122                    |
| Удмуртські Ключі, присілок | 444                    | 459                    |